# Michael Janisch
Michael Janisch (Red Wing (Minnesota), 2 februari 1979) is een Amerikaanse bassist, producent, componist en de eigenaar van het platenlabel Whirlwind Recordings. Hij werd genomineerd voor een MOBO Award in 2016 in de categorie «Best Jazz Act».

## Biografie
Geboren in Red Wing, Minnesota en opgegroeid in Ellsworth (Wisconsin), begon Janisch op 4-jarige leeftijd piano te spelen en op 10-jarige leeftijd elektrische bas. Hij was ook actief in de sport tijdens zijn tienerjaren, voornamelijk American football en atletiek. Na de middelbare school kreeg hij een beurs om naar de Minnesota State University in Mankato (Minnesota) te gaan, waar hij afstudeerde in geschiedenis, voetbal speelde (middenveld) en aan atletiek (sprinter) deed.
Door een blessure in zijn derde seizoen keerde hij terug naar de muziek en werd hij overgeplaatst naar de Universiteit van Wisconsin in La Crosse (Wisconsin), waar hij zich concentreerde op de contrabas. In 2000 accepteerde hij een beurs voor het Berklee College of Music in Boston. Na het behalen van zijn diploma verhuisde Janisch naar New York en kort daarna naar Londen, het resultaat van een ontmoeting met zijn Britse vrouw Sarah.
In november 2008 bracht Janisch samen met co-leader en altsaxofonist Patrick Cornelius Traveling Song uit, het debuut en enige album van het TransAtlantic Collective (TAC), een hedendaags jazzensemble dat opereerde op het internationale circuit tijdens de jaren 2005-2009 en in die tijd concerten in de Verenigde Staten, het Verenigd Koninkrijk en Europa uitvoerde. Tijdens hun tournees waren er veel opmerkelijke muzikanten uit zowel de Verenigde Staten als Europa, waaronder de pianisten Kristjan Randalu, John Escreet, Dan Tepfer, Quentin Collins, Jay Phelps, Ambrose Akinmusire, Avishai Cohen (trompettist) en de drummers Colin Stranahan en Paul Wiltgen.
Janisch bracht zijn debuut soloalbum Purpose Built  uit in januari 2010 met Walter Smith III, Patrick Cornelius, Jason Palmer, Johnathan Blake, Aaron Goldberg, Phil Robson, Mike Moreno, Jim Hart en Paul Booth. Zijn debuutalbum heeft hem ook aangezet tot het oprichten van zijn eigen platenlabel Whirlwind Recordings. In januari 2013 heeft Janisch Banned in London uitgebracht, samen met co-leader en de in Cuba-geboren pianist Aruán Ortiz, ook met Greg Osby, Raynald Colom en Rudy Royston. In juni 2014 bracht Janisch het gezamenlijk album First Meeting: Live in London, Volume 1 uit met Lee Konitz, Dan Tepfer en Jeff Williams.
Op 2 oktober 2015 bracht Janisch zijn tweede solo-album Paradigm Shift uit, een dubbele schijf met Leonardo Genovese (piano, toetsenborden), Paul Booth (tenorsaxofoon), Jason Palmer (trompet), Alex Bonney (elektronica) en Colin Stranahan (drums). Het album bevat een live-opname met postproductieve elektronica en leidde tot de formatie van een gelijknamige sextetband.
Janisch werd genomineerd voor een Parliamentary Jazz Award en MOBO Award voor de «Best Jazz Act» in 2016.
Andere muzikanten waarmee Janisch heeft opgetreden of opgenomen, zijn onder meer Joe Lovano, Dianne Reeves, Seamus Blake, George Garzone, Aaron Parks, Kurt Rosenwinkel, Will Vinson, Mark Turner, Kenny Wheeler, Quincy Jones, Evan Parker, Gary Husband, Shirley Horn, Gary Burton, Ingrid Jensen, Wynton Marsalis, Kurt Elling, Sir John Dankworth, Roy Hargrove en Clarence Penn.
Naast het uitvoeren, doceert Janisch jazz contrabas/elektrische bas aan de Royal Academy of Music in Londen..

## Whirlwind Recordings
Janisch richtte het label op in 2010 om zijn debuutalbum Purpose Built uit te brengen en heeft vervolgens meer dan veertig platen geproduceerd voor andere muzikanten. Het label brengt albums uit van muzikanten die voornamelijk gevestigd zijn in het Verenigd Koninkrijk, de Verenigde Staten en op het vasteland van Europa. In oktober 2013 organiseerde Janisch het eerste Whirlwind Festival op Kings Place in Londen met 18 bands en 86 muzikanten van het label gedurende drie dagen..

## Discografie
als leader of co-leader (jazz)
- 2008:	The TransAtlantic Collective (met Patrick Cornelius) Traveling Song (Woodville, heruitgegeven door Whirlwind)
- 2010:	Michael Janisch	Purpose Built (Whirlwind)
- 2012:	Michael Janisch & Aruán Ortiz Banned in London (Whirlwind)
- 2014:	Lee Konitz, Dan Tepfer, Michael Janisch, Jeff Williams First Meeting: Live in London, Volume 1 (Whirlwind)
- 2015:	Michael Janisch	Paradigm Shift (Whirlwind)
- 2019:	Michael Janisch	Worlds Collide (Whirlwind)